# Coptosapelta valetonii
Coptosapelta valetonii är en måreväxtart som beskrevs av Elmer Drew Merrill. Coptosapelta valetonii ingår i släktet Coptosapelta och familjen måreväxter. Inga underarter finns listade i Catalogue of Life.